# 南洛穆瓦特卡
48°26′15″N 38°31′52″E / 48.43750°N 38.53111°E
南洛穆瓦特卡（羅馬化：Yuzhna Lomuvatka）是位於烏克蘭東部的鎮，由盧甘斯克州阿爾切夫斯克區的卡迪伊夫卡市鎮負責管轄。該鎮始建於1953年，面積10平方公里，2011年人口3,408，該市級鎮人口密度每平方公里340.8人。